# Renco Group
Renco Group (Renco ou Renco Group LLC) se présente comme étant une société de portefeuille à capital familial, constituée en holding, basée à New-York et dirigée par Ira Rennert. Le groupe spécule en investissant à long terme dans une variété de compagnies industrielles où il suppose que l'activité sera source de valeur et de retour sur investissement.
Selon le site internet du groupe, ce dernier a en 2018 généré des revenus de plus de 5 milliards de dollars et emploie plus de 17 000 employés dans le monde : Mines, carrières, minéraux, fonderies de métaux, Industrie de la défense et équipements pour l'automobile (moteurs d'éléments électriques, serrures de portes, lève-vitre, toit ouvrant...).
Les sociétés d’exploitation affiliées au groupe sont selon le groupe « unies dans leur engagement en matière de responsabilité environnementale, de protection de la santé et de la sécurité de leurs employés, ainsi que de respect et de protection des communautés dans lesquelles elles opèrent » mais le Groupe a soutenu des entreprises classées parmi les plus polluantes du monde.
Depuis sa fondation (1975) le groupe aurait acheté plus de 40 autres groupes ou entreprises, et il continue à chercher de nouvelles "opportunités".

## Histoire
En aout 2004, la Holding macAndrews & Forbes (de Ronald Perelman) annonce qu'ils vont former une coentreprise avec Renco Group, le propriétaire d'AM General, pour donner à Perelman 70% des parts d'AM General. L'accord s'élèverait à près d'un milliard de dollars US. 
En 2007, Renco Group perd la propriété de sa filiale mise en faillite WCI Steal au profit de ses prêteurs. En mars 2008, à travers deux de ses filiales (Inteva Products et LLC), le groupe Renco achète le groupe Delphi (fabricant de pièces automobiles) en faillite.
En 2018, Inteva Products (selon son site Internet) détient 42 sites, établis sur quatre continents  principalement aux États-Unis [une vingtaine de sites] et en Europe [ Allemagne, Pologne, pays-Bas, Royaume-Uni, France, Espagne, République tchèque, Roumanie, Hongrie], animés par 11 500 salariés, pour un chiffre d’affaires de 2,5 milliards de dollars, ce qui en fait « l’un des principaux fournisseurs de systèmes intégrés dans le secteur automobile mondial »..

## Pollution
Le groupe Renco possède également diverses fonderies et mines aux États-Unis et en Amérique du sud. De graves problèmes de pollution découverts sur plusieurs des propriétés de la compagnie ont déclenché des scandales, des procès environnementaux et des centaines de millions de dollars d'amendes et pénalités environnementales que le groupe a tenté de compenser en attaquant le Pérou.
L'une des filiales du groupe Renco productrice de magnésium (US magnesium ou USM) est accusée polluer le Grand Lac Salé (Utah),.
L'activité de fonderie d'une autre filiale de Renco (Doe Run Company) est responsable de taux élevés de plomb, arsenic et cadmium à Herculaneum (Missouri)), ainsi que de taux élevés de plomb, cuivre, zinc, dioxyde de soufre à La Oroya au Pérou.
En 2007, la Oroya a été classée par le Blacksmith Institute comme l'un des dix sites les plus pollués au monde.